# Catedral de Catània
La catedral de Catània, amb advocació a Santa Àgata, és una església de Catània, Sicília, sud d'Itàlia.

## Història

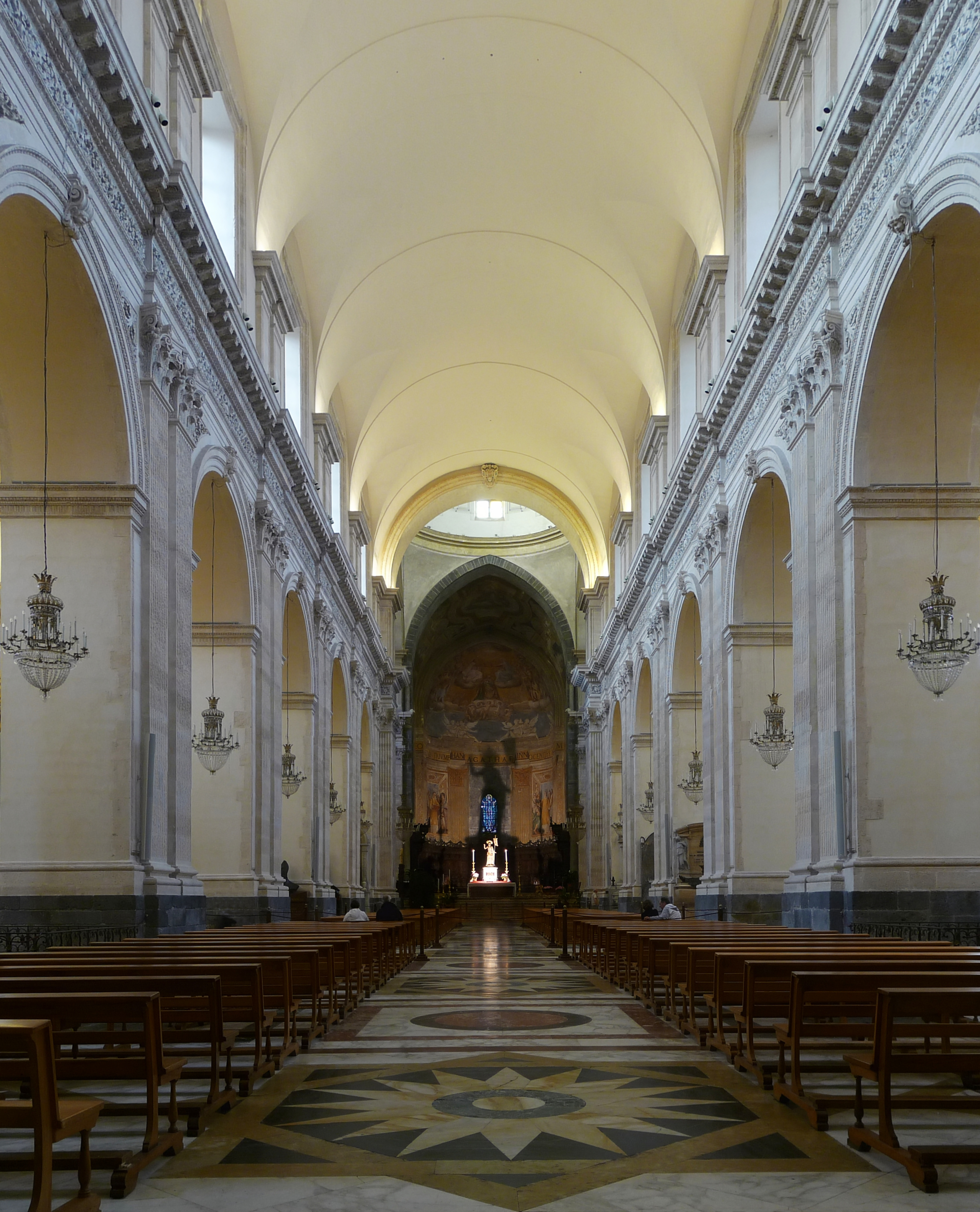
Interior

L'església ha estat destruïda i reconstruïda diverses vegades degut a terratrèmols i les erupcions del proper volcà Etna. Va ser construïda originàriament el 1078-1093, sobre les ruïnes dels antics banys termals romans, per ordre de Roger I de Sicília, que havia conquerit la ciutat des de l'Emirat de Sicília. En el moment en què tenia l'aparença d'una església fortificada (ecclesia Munita).
La torre del campanar és obra de Carmelo Sciuto Patti.
El 1169 va ser gairebé completament destruïda per un terratrèmol, deixant només la zona de l'absis intacta. El dany addicional va ser introduït per un incendi en aquest mateix any, però l'esdeveniment més catastròfic va ser el terratrèmol de 1693, que alhora ho va deixar tot en ruïnes. Va ser reconstruïda posteriorment en estil barroc.
Avui dia, els rastres de l'original edifici normand són part del creuer, les dues torres i els tres absis semicirculars, composts per grans pedres de lava, la majoria d'elles recuperades dels edificis romans imperials.

## Exterior
La cúpula es remunta a 1802. El campanar va ser erigit originàriament el 1387, amb una alçada d'uns 70 metres. El 1662 es va afegir un rellotge, l'estructura va arribar a 90 metres, després de la destrucció de 1693 va ser reconstruït, amb l'addició d'una campana de 7,5 tones, la tercera més gran a Itàlia, després de la Basílica de Sant Pere i la catedral de Milà.

## Galeria

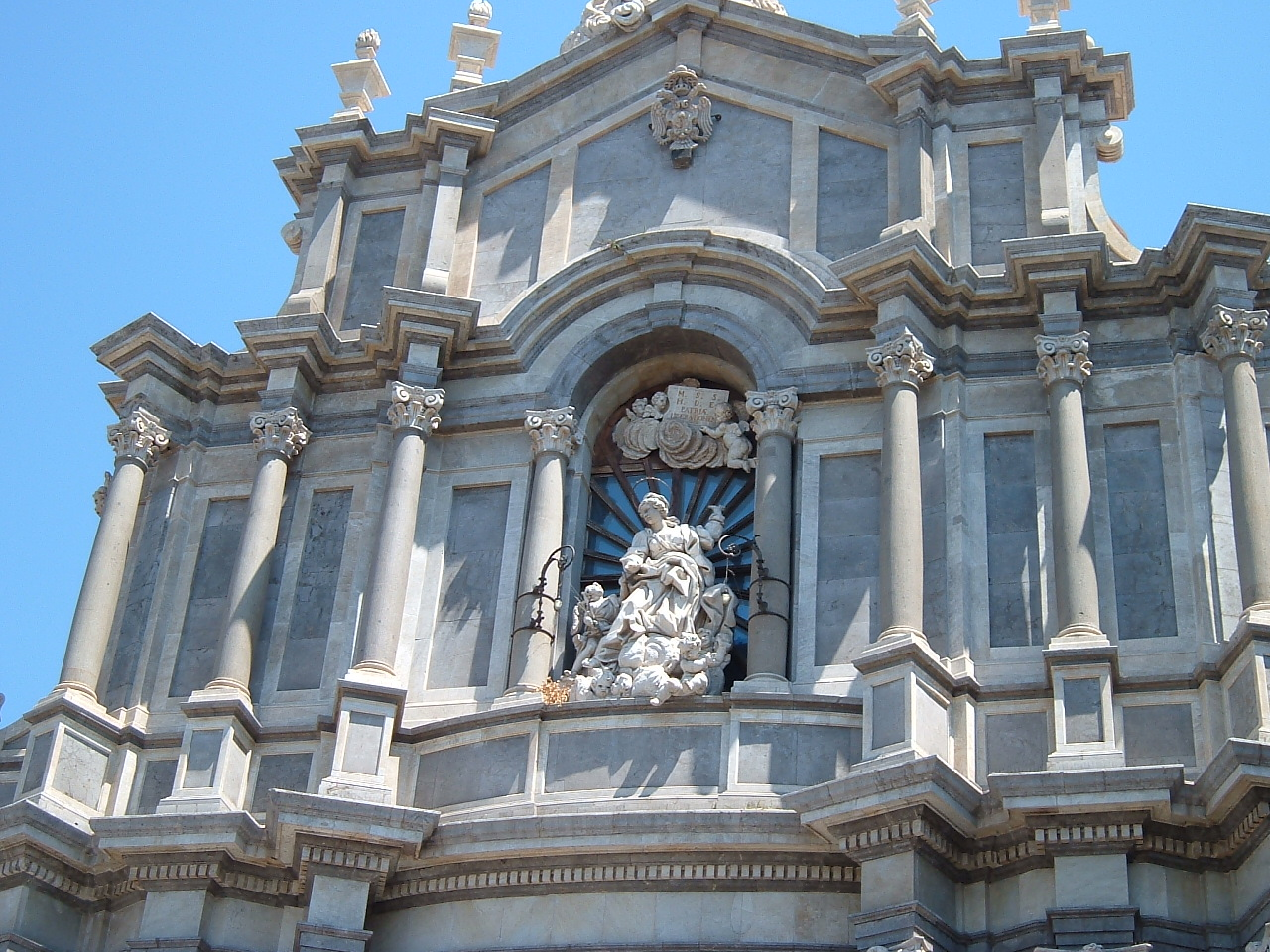
Detall de la façana frontal
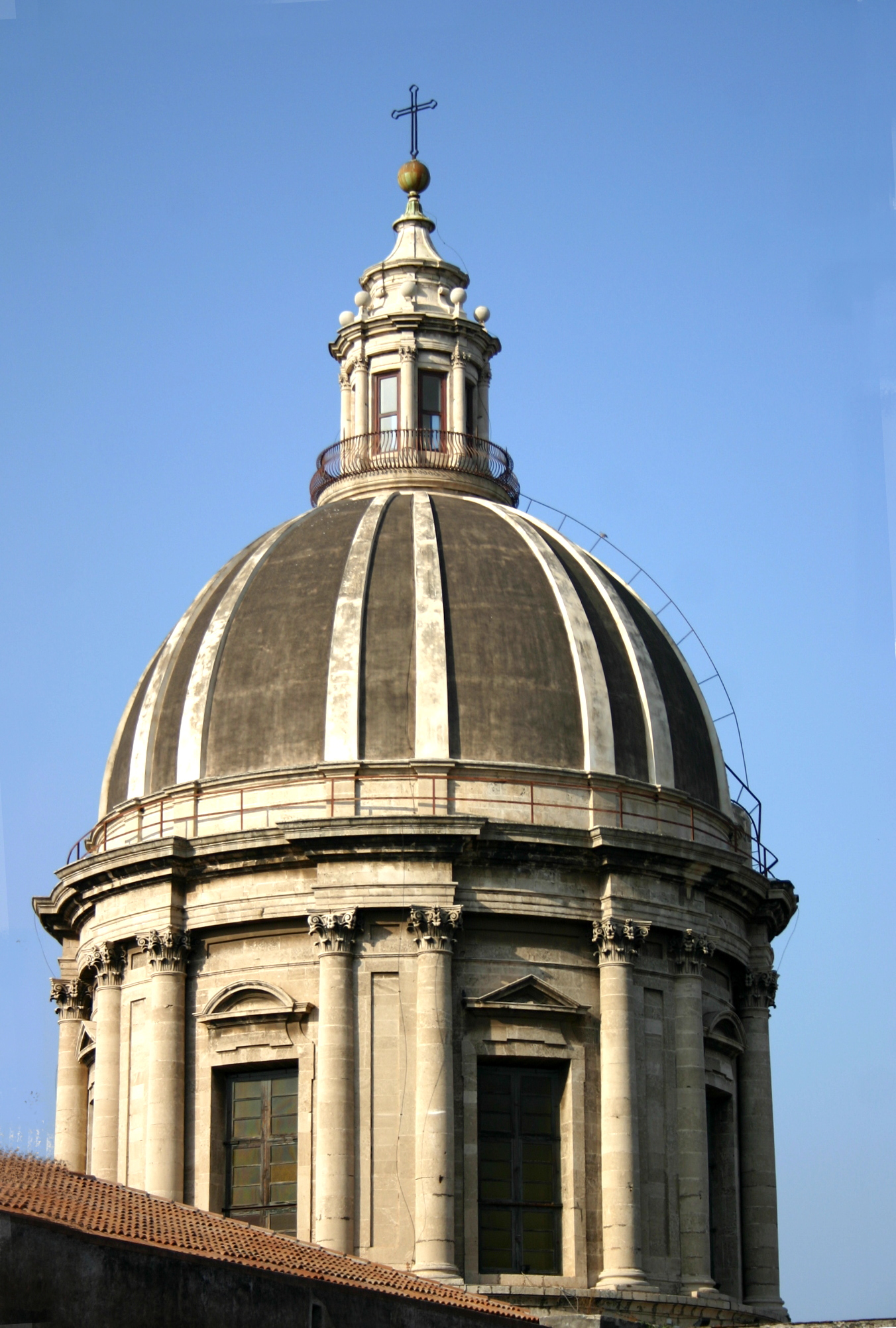
La cúpula
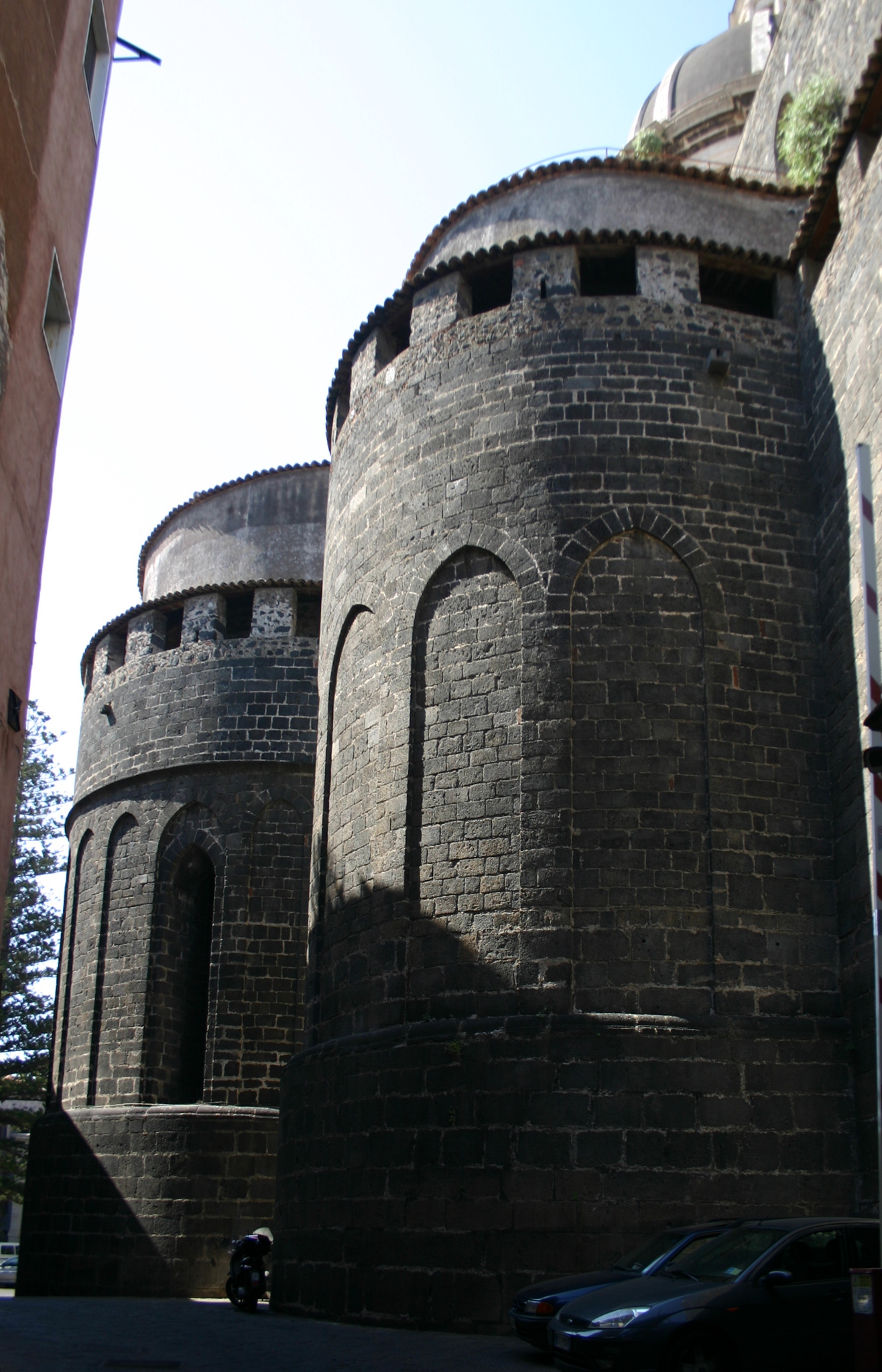
Els ábsids normands (1094)
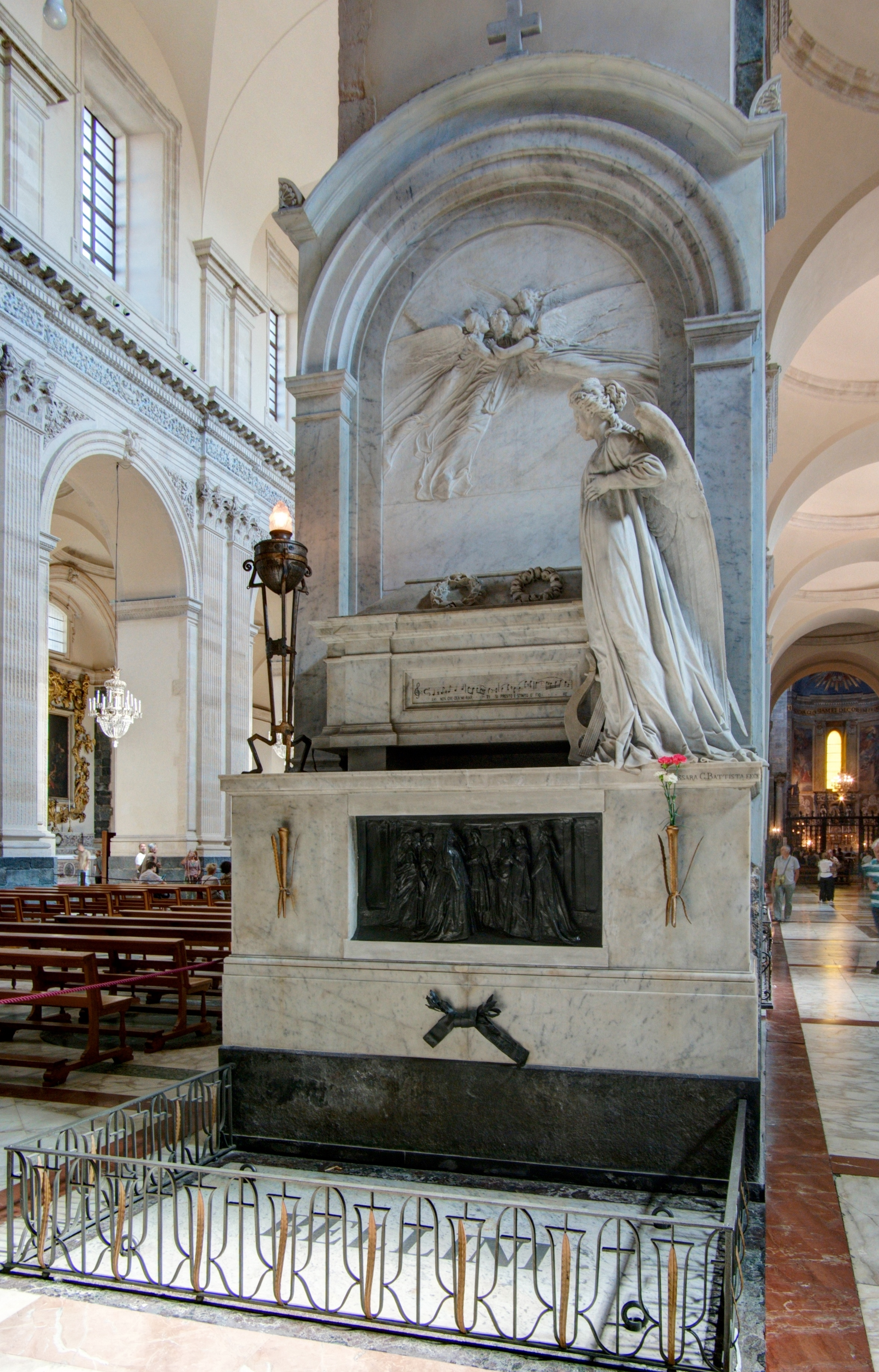
Tomba de Vincenzo Bellini
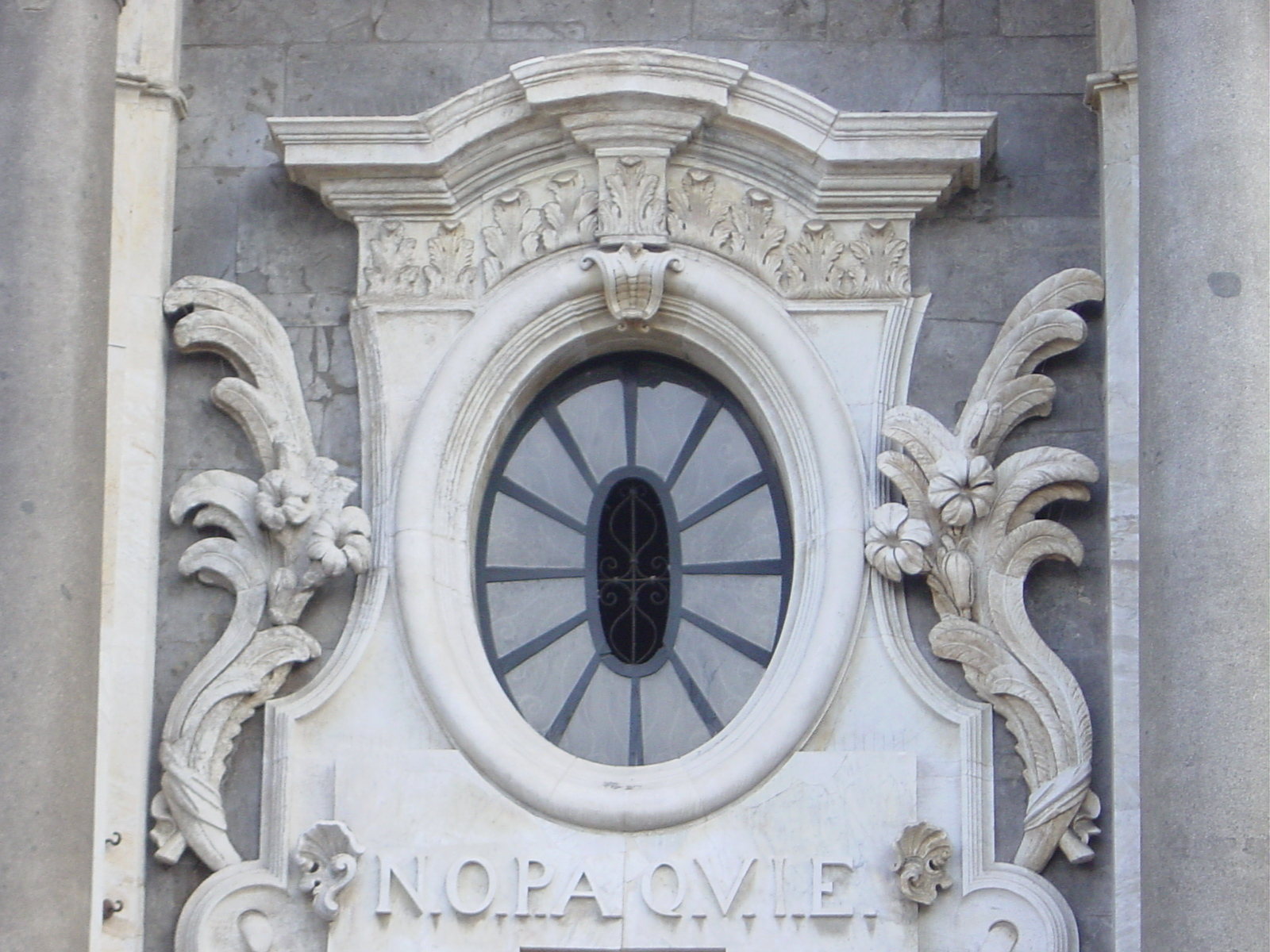
La finestra barroca de l'esquerra amb l'acrònim NOPAQVIE